# Lee Addy
Lee Addy (* 7. Juli 1990 in Accra) ist ein seit 2019 vereinsloser ghanaischer Fußballspieler.

## Karriere
Nach einem Jahr im Ausland in der libanesischen Premier League bei Tripoli SC kehrte Addy 2008 nach Ghana zurück und spielt seitdem für den Erstligisten Bechem Chelsea. Der Abwehrallrounder, der nicht nur in der Innenverteidigung, sondern auch auf der linken Außenseite oder im defensiven Mittelfeld eingesetzt wird, wurde in seinem ersten Jahr nach seiner Rückkehr gleich zum besten Abwehrspieler der Saison gewählt.
Daraufhin wurde er auch zu einem Freundschaftsspiel der ghanaischen Nationalmannschaft in Argentinien mit Spielern aus der einheimischen Liga eingeladen. Bei seinem Länderspieldebüt am 30. September 2009 zeigte er eine überzeugende Leistung und so durfte er bei der Fußball-Afrikameisterschaft 2010 sein erstes Turnier im Nationaltrikot bestreiten. In vier Partien kam er über die volle Spielzeit zum Einsatz.
Nach diesem schnellen Aufstieg im Nationalteam wurde er auch in das 23-köpfige Aufgebot Ghanas für die Fußball-Weltmeisterschaft 2010 in Südafrika aufgenommen. Nach der WM wechselte er nach Europa zum FK Roter Stern Belgrad. Doch nach nur einem Jahr ging er nach China zu Dalian Aerbin. Dann folgten Stationen bei den beiden kroatischen Vereinen Dinamo Zagreb und Lokomotiva Zagreb sowie FK Čukarički in Serbien. In dieser Zeit absolvierte er auch 2013 das letzte seiner mittlerweile 30 A-Länderspiele für Ghana.
Von 2017 bis 2018 war er für den sambischen Erstligisten Lusaka Dynamos und zuletzt 2019 für die Free State Stars in Südafrika aktiv.

## Titel / Erfolge
- Bester Abwehrspieler der Saison 2008/09 in Ghana
- Kroatischer Meister: 2013, 2014
- Kroatischer Pokalsieger: 2010, 2012